# Адамсон, Эндрю
Э́ндрю Ральф А́дамсон (англ. Andrew Ralph Adamson; род. 1 декабря 1966, Окленд (Новая Зеландия)) — новозеландский кинорежиссёр и продюсер.

## Биография
Родился в новозеландском Окленде 1 декабря 1966 года в семье христианских миссионеров.
В 11 лет вместе с родителями переехал в Папуа — Новую Гвинею, откуда в возрасте восемнадцати лет вернулся в Окленд.
В 24 года перебрался в Сан-Франциско, откуда часто наведывался в Лос-Анджелес.
В детстве мечтал стать архитектором, однако просрочил сроки регистрации в университет из-за автомобильной аварии. Вскоре перебрался в Калифорнию, где в одном из отделений компании «Pacific Data Images», в качестве технического директора, принял участие в создании картин «Игрушки» (1992) с Робином Уильямсом и «Ангелы у кромки поля» (1994) с Дэнни Гловером.
В качестве режиссёра дебютировал в 2001 году с полнометражным мультфильмом «Шрек», собравшем в прокате чуть менее полумиллиарда долларов и взявшим «Оскар» в номинации «Лучший полнометражный мультфильм». Ещё более успешной оказалась вторая часть мультфильма «Шрек 2» (2004), собравшая чуть меньше миллиарда.
Очередной картиной стал фэнтезийный фильм для семейного просмотра «Хроники Нарнии: Лев, Колдунья и волшебный шкаф» (2005). Кассовые сборы высокобюджетной ($180 000 000) картины составили более 750 миллионов долларов. Чуть менее успешное продолжение «Хроники Нарнии: Принц Каспиан» вышло в прокат в 2008 году.

## Избранная фильмография
| Год  | Название | Вклад                                            | Выручка      |
| ---- | --- | ------------------------------------------------ | ------------ |
| 2001 | Шрек Shrek | Режиссёр, озвучивание                            | $484,409,218 |
| 2004 | Шрек 2 Shrek 2                                                                                                | Режиссёр, соавтор сценария и сюжета, озвучивание | $919,838,758 |
| 2005 | Хроники Нарнии: Лев, колдунья и волшебный шкаф The Chronicles of Narnia: The Lion, the Witch and the Wardrobe | Режиссёр и соавтор сценария                      | $744,783,957 |
| 2007 | Шрек Третий Shrek the Third                                                                                   | Исполнительный продюсер, сценарист               | $797,641,069 |
| 2008 | Хроники Нарнии: Принц Каспиан The Chronicles of Narnia: Prince Caspian                                        | Режиссёр, соавтор сценария, продюсер             | $419,651,413 |
| 2008 | Балласт Ballast                                                                                               | Исполнительный продюсер                          | $8,572       |
| 2010 | Шрек навсегда Shrek Forever After                                                                             | Исполнительный продюсер                          | $729,717,930 |
| 2010 | Хроники Нарнии: Покоритель Зари The Chronicles of Narnia: The Voyage of the Dawn Treader                      | Продюсер                                         | $414,686,950 |
| 2011 | Кот в сапогах Puss in Boots                                                                                   | Продюсер                                         | $554,709,226 |
| 2012 | Cirque du Soleil: Сказочный мир Cirque du Soleil: Worlds Away                                                 | Режиссёр, продюсер                               | $28,504,970  |
| 2012 | Мистер Пип Mister Pip                                                                                         | Режиссёр, продюсер, сценарист                    | $1,714       |